# T'padashtun
T'padashtun es una película dramática kosovar de 2017 dirigida por Edon Rizvanolli. Fue seleccionada como la entrada de Kosovo a la Mejor Película en Lengua Extranjera en la 90.ª edición de los Premios Óscar, pero no fue nominada.

## Sinopsis
Alban, un adolescente de Kosovo, había vivido en los Países Bajos con su madre desde la Guerra de Kosovo. Cuando Alban comienza un romance con una joven sensible llamada Anna, oscuros recuerdos del pasado salen a la superficie.

## Reparto
- Adriana Matoshi como Zana
- Jason de Ridder como Alban
- Niki Verkaar como Ana
- Hugo Koolschijn como Rudi